# يورام زاغي
يورام زاغي (بالفرنسية: Yoram Zague؛ مواليد 15 مايو 2006) هو لاعب كرة قدم فرنسي من أصل إيفواري يلعب في مركز الظهير الأيمن في نادي باريس سان جيرمان في الدوري الفرنسي.

## النشأة
ولد يورام زاغي في 15 مايو 2006 في باريس, وهو من أصل إيفواري.
بدأ مسيرته المهنية مع نادي AJN باينوليه. بعد سنتين انتقل إلى نادي باريس, وفي عام 2019 انتقل إلى أكاديمية باريس سان جيرمان.

## مسيرته الكروية
في 25 يونيو 2021، وقع مع باريس سان جيرمان على صفقة ستدخل حيز التنفيذ في 1 يوليو 2024 وتستمر حتى 30 يونيو 2027. في 6 أبريل 2024 لعب زاغي أول مباراة له مع باريس سان جيرمان في الدوري الفرنسي ضد نادي كليرمون فوت, في المباراة التي انتهت بتعادل الفريقين بهدف لهدف.
في 31 أكتوبر 2023, تم استدعاء زاغي الى منتخب فرنسا تحت 17 سنة لكرة القدم للمشاركة في كأس العالم تحت 17 سنة 2023 في إندونيسيا.

## روابط خارجية
- يورام زاغي على موقع الاتحاد الأوربي (الإنجليزية)
- يورام زاغي على موقع إي إس بي إن إف سي (الإنجليزية)
- يورام زاغي على موقع قاعدة بيانات كرة القدم.إي يو (الإنجليزية)
- يورام زاغي على موقع ليكيب (الفرنسية)
- يورام زاغي على موقع Soccerbase.com (لاعب) (الإنجليزية)
- يورام زاغي على موقع Soccerway.com (الإنجليزية)
- يورام زاغي على موقع عالم كرة القدم.نت (الإنجليزية)